# Bercero
Bercero é um município da Espanha na província de Valladolid, comunidade autónoma de Castela e Leão, de área 41,72 km² com população de 238 habitantes (2007) e densidade populacional de 5,7 hab./km².

## Demografia
| Variação demográfica do município entre 1991 e 2004 | Variação demográfica do município entre 1991 e 2004 | Variação demográfica do município entre 1991 e 2004 | Variação demográfica do município entre 1991 e 2004 |
| --------------------------------------------------- | --------------------------------------------------- | --------------------------------------------------- | --------------------------------------------------- |
| 1991                                                | 1996                                                | 2001                                                | 2004                                                |
| 291                                                 | 295                                                 | 269                                                 | 248                                                 |